# Oecidiobranchus plebejum
Oecidiobranchus plebejum är en kräftdjursart som först beskrevs av Hansen 1916.  Oecidiobranchus plebejum ingår i släktet Oecidiobranchus och familjen Desmosomatidae. Inga underarter finns listade i Catalogue of Life.